# Petralia ingens
Petralia ingens är en mossdjursart som beskrevs av Harmer 1957. Petralia ingens ingår i släktet Petralia och familjen Petraliidae. Inga underarter finns listade i Catalogue of Life.